# Rubus plymensis
Rubus plymensis är en rosväxtart som först beskrevs av Wilhelm Olbers Focke, och fick sitt nu gällande namn av E.S. Edees och A. Newton. Rubus plymensis ingår i släktet rubusar, och familjen rosväxter. Inga underarter finns listade i Catalogue of Life.